# Tocilizumabe
Tocilizumabe (DCI; nome comercial: Actemra) ou atlizumabe desenvolvido pela Hoffmann-La Roche e Chugai sob as marcas Actemra e RoActemra: é um anticorpo monoclonal humanizado que atua bloqueando os receptores de interleucina 6 (IL-6), uma substância responsável pela maioria das manifestações clínicas da artrite reumatoide.

## COVID-19
Desde 2020, foram realizados diversos ensaios clínicos randomizados e controlados do tocilizumabe para o tratamento de COVID-19.
Em maio de 2021, o grupo britânico RECOVERY Trial, realizou um grande estudo randomizado e concluiu que o tocilizumabe é um tratamento eficaz para pacientes hospitalizados com COVID-19 que apresentam hipóxia e evidência de inflamação. O tratamento melhorou a sobrevida e as chances de alta hospitalar em 28 dias, e reduziu as chances de evolução para requerer ventilação mecânica invasiva.

Em junho de 2021, a FDA dos EUA emitiu uma autorização de uso de emergência, indicando o uso do tocilizumabe no tratamento de COVID-19 em pessoas hospitalizadas com dois anos de idade ou mais que estão recebendo corticosteroides sistêmicos e requerem oxigênio suplementar, ventilação mecânica não invasiva ou invasiva ou ECMO.